# 遍照寺 (京都市)
遍照寺（へんじょうじ）は、京都市右京区嵯峨広沢西裏町にある真言宗御室派の準別格本山の寺院。山号は広沢山。本尊は十一面観音。

## 歴史

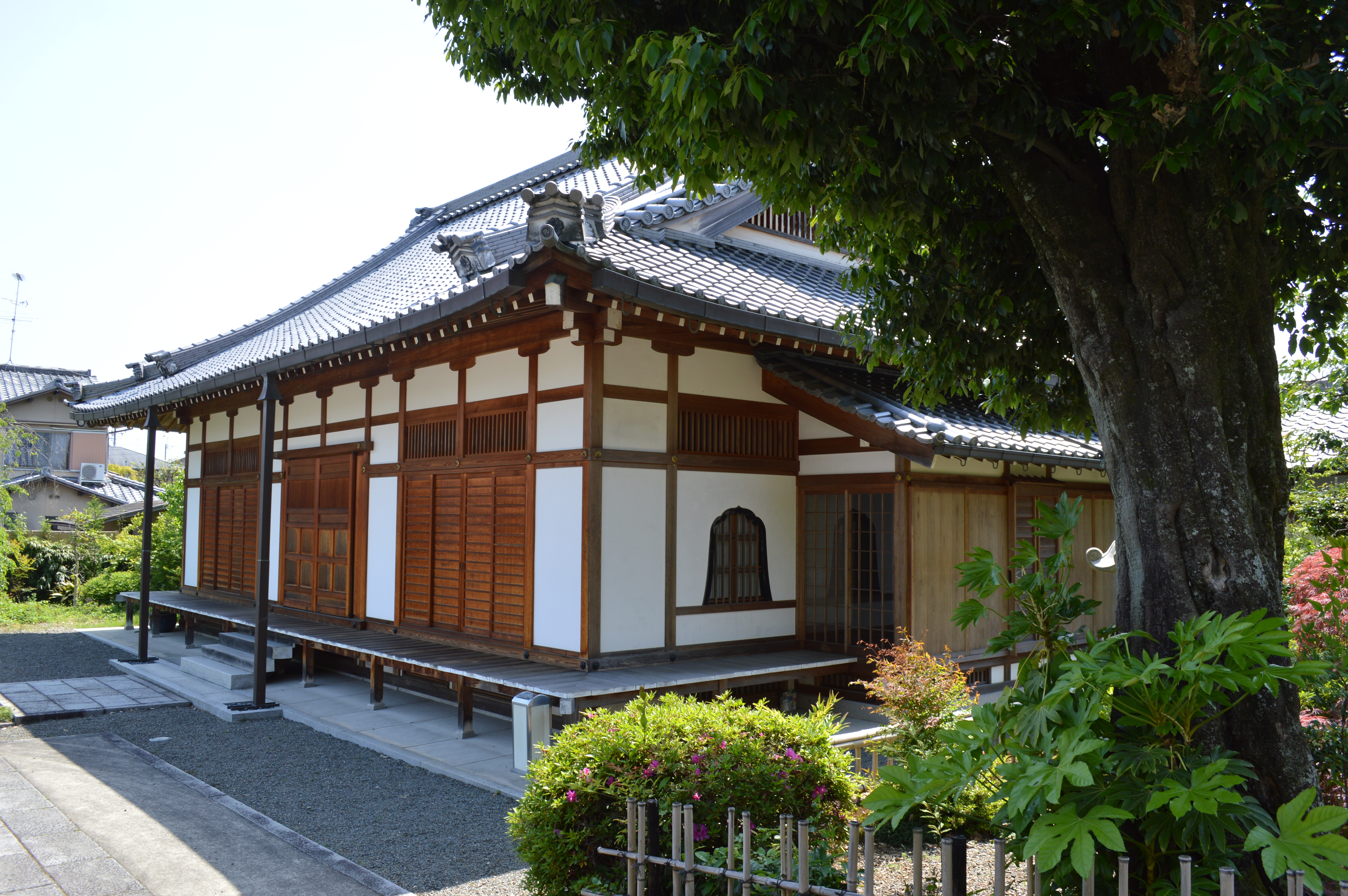

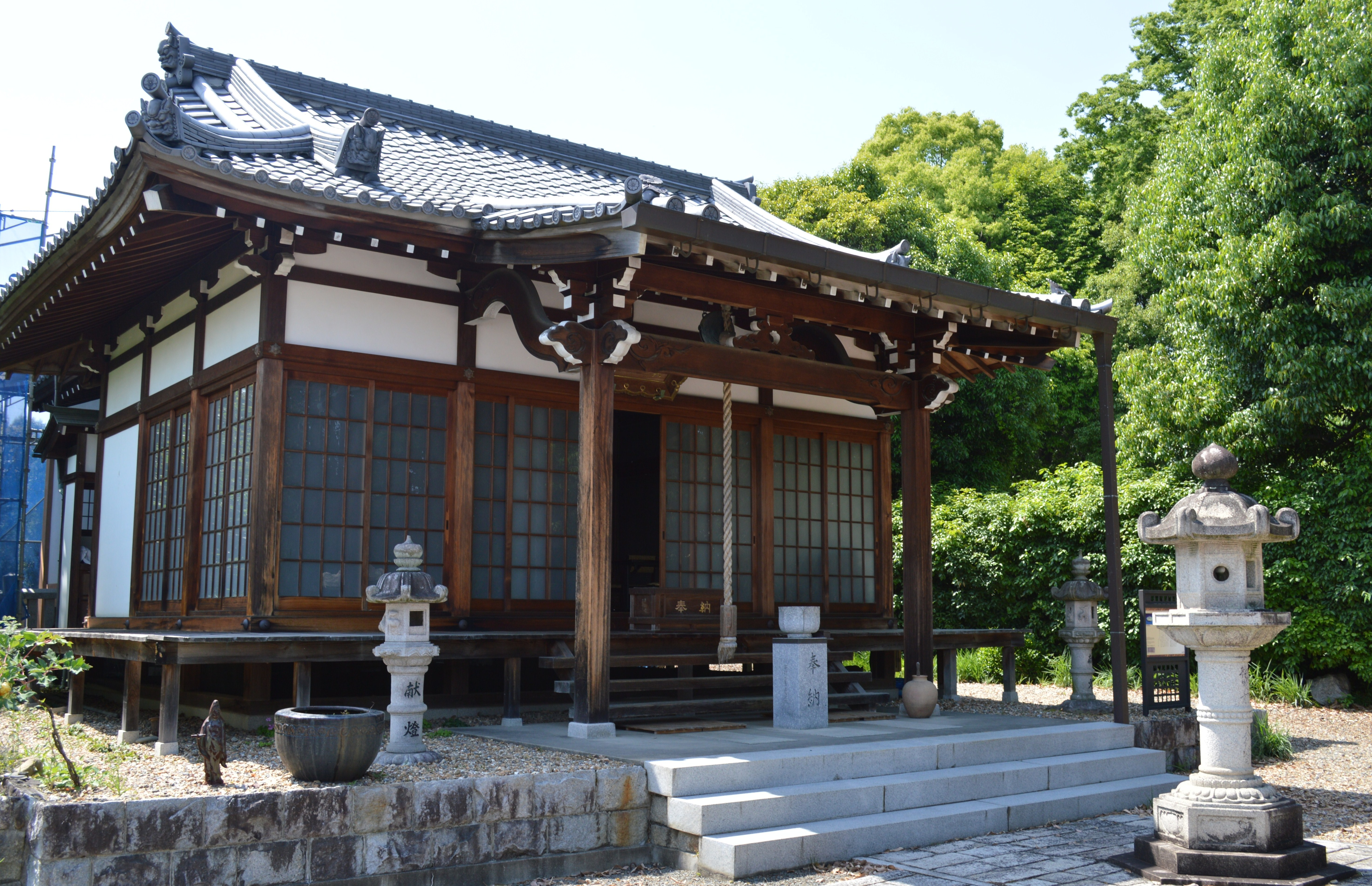

寛朝僧正によって、永祚元年（989年）に花山天皇（もしくは円融天皇）の御願によって嵯峨広沢池の湖畔にあった山荘が寺に改められて創建されたという。寛朝僧正は宇多天皇の孫で、成田山新勝寺を開いたことでも知られる。その後、当寺で真言宗広沢流が始められたことから、当寺はその発祥の地とされている。
創建時の場所は広沢池の北西の湖畔で遍照寺山の麓である。また、観月の名勝としても知られていた。隣接する広沢池には金色の観音菩薩を祀る観音島があった他、池畔には多宝塔・釣殿等・数々の堂宇が並ぶ広大な寺院であったという。また現在も湖畔に兒神社がある。
しかし、寛朝が没すると次第に衰退した。鎌倉時代には後宇多天皇により復興されたが、室町時代の応仁の乱で廃墟と化した。
奇跡的に難を逃れた赤不動明王と十一面観音は草堂に移されて祀られていたが、文政13年（1830年）に舜乗律師により現在地に移されて再興された。
昭和になると収蔵庫と護摩堂が、1997年（平成9年）には客殿と庫裡が建てられた。

## 境内
- 本堂
- 十重石塔
- 収蔵庫
- 護摩堂
- 客殿 - 1997年（平成9年）再建。
- 庫裡 - 1997年（平成9年）再建。
- 鎮守社
- 山門

## 文化財

### 重要文化財
- 木造十一面観音立像 - 本尊。平安時代。伝・康尚の作という。
- 木造不動明王坐像 - 平安時代。伝・康尚の作という。

### 京都市指定史跡
- 遍照寺旧境内建物跡

## 所在地
- 京都府京都市右京区嵯峨広沢西裏町14

## アクセス
- JR山陰本線 嵯峨嵐山駅より徒歩約23分